# Gaston Bardet
Pour les articles homonymes, voir Bardet.
 (avril 2023).
 (avril 2023).
Si vous disposez d'ouvrages ou d'articles de référence ou si vous connaissez des sites web de qualité traitant du thème abordé ici, merci de compléter l'article en donnant les références utiles à sa vérifiabilité et en les liant à la section « Notes et références ».
Gaston Bardet, né le 1er avril 1907 à Vichy et mort le 30 mai 1989 dans la même ville, est un urbaniste, architecte et écrivain français. 

## Biographie
Gaston Bardet est le fils de Louis Bardet et de Gabrielle Besse. Son père est lui-même architecte après avoir succédé à son oncle Durand. Leurs ancêtres étaient artisans, vignerons et tisserands de toile de Vichy Sa mère est originaire de la région de Lyon.
A l'âge de treize ans, son père lui confie des tâches de surveillance d'exécution ainsi que la réalisation de dessins grandeur nature des détails de façades. Il fait ses études au lycée de Moulins, puis à Saint-Louis à Paris avant d'intégrer l'École nationale des beaux-arts. 
En juin 1934 il présente au premier congrès d'urbanisme organisé à Bordeaux par la revue Urbanisme un rapport intitulé « Le Centre d'échange et les autoroutes souterraines à grande profondeur » pour le thème portant sur les systèmes routiers, l'autre thème du congrès étant l'urbanisme rural.
Il est diplômé, en 1936 de l’Institut d'urbanisme de Paris — sa thèse porte sur la Rome moderne — et de l’École pratique des hautes études pour les sciences historiques et philosophiques.
Gaston Bardet sera le chef de l'agence d’architecture de l’Exposition internationale de Paris (1937). Il renonce à sa discipline « lorsqu’il comprend le chaos de l’architecture du XXe siècle » pour se consacrer à l’urbanisme. L'année suivante, il fonde à Paris l’Atelier supérieur d’urbanisme appliqué pour compléter l’enseignement trop théorique de l’Université et de ses « grands trous ». Il ajoute aux problèmes étudiés alors — circulation, hygiène et esthétique — d’autres axes comportant les :
- problèmes de circulation,
- problèmes d’hygiène et d’espaces libres,
- problèmes sociaux et économiques,
- problèmes d’esthétique et écologiques,
- problèmes intellectuels et spirituels.

En 1938, il fait partie du comité de patronage de la revue Organisation et statistiques du bâtiment. En 1940, il est directeur du Laboratoire d’enquêtes et d’analyses urbaines. Il y développe des méthodes neuves d'analyse des structures sociales et publie six ouvrages de fonds sur l'aménagement de la ville et de la région.
Pendant la guerre, officier du génie puis de la 2e division légère mécanique, il est volontaire pour toutes les missions difficiles en Hollande ou à Dunkerque. Prisonnier à Falaise, il réussit à s’évader à bicyclette le 21 juin 1940 après trois jours de détention. En 1942 il se bat en Corse. Il est médaillé de la Croix de guerre.
Il participe aux Journées du Mont-Dore, qui réunissent, sous l'égide du maréchal Pétain, du 10 au 14 avril 1943, une bonne partie des mouvements qui ont vu le jour depuis 1940 pour donner une armature idéologique et un contenu pratique à la Révolution nationale et qui constituent une illustration exemplaire des principales thématiques du « mouvement communautaire ». Il y représentera l'association Économie et humanisme avec son fondateur Louis-Joseph Lebret, ainsi que Marius Gatheron, et Alexandre Dubois.
En 1945, il fonde avec Raymond Adda la revue Le Maître d’œuvre de la Reconstruction française dont il sera le directeur doctrinal et dans laquelle il écrira un certain nombre d'articles. Cette revue se veut dans la continuité de celle des années 1930 Le Maître d'œuvre dont Marcel Poëte était un des principaux acteurs. Dans cette nouvelle version, Marcel Poëte participe d'ailleurs en écrivant quelques articles. Cette revue se présente comme l'organe clandestin d'un groupe d'architectes qui a lutté contre l'envahisseur pendant l'occupation allemande. Elle a continué jusqu'au début des années 1950, mais dès 1947, est devenue une page bi-hebdomadaire dans le quotidien La Journée du Bâtiment.
Après la guerre, il enseigne à Tournai en Belgique, puis dans la période 1947 à 1973 il est directeur des études de l’Institut international et supérieur d’urbanisme appliqué de Bruxelles (actuellement Institut supérieur d'urbanisme et de rénovation urbaine). Il en fait un centre d’étude de la pensée chrétienne et lance ses nouvelles méthodes d’organisation humaine du travail, armée de la synthèse urbanistique, pluridisciplinaire, il conçoit le travail de l’urbaniste comme celui d’un « chef d’orchestre devant harmoniser toutes les partitions ».
Il publie pendant la guerre et à la Libération une suite d’ouvrages fondamentaux expliquant sa vision d’un urbanisme à visage humain : Problèmes d'urbanisme (1941), Pierre sur pierre (1947), dédié à son ami résistant André Noël décapité à Cologne en janvier 1944, Le Nouvel Urbanisme (1948) et Mission de l’urbanisme (1949) où il résume les recherches du sociologue et du technicien. Il y précise les formes que doivent prendre les planifications pour être humaines et non criminelles.
Seul urbaniste français de niveau international, il est nommé par Henri Laugier, alors secrétaire général adjoint à l'ONU, en 1948 président d'un groupe de travail sur l'Habitat, l'Urbanisme et l'Aménagement des Campagnes pour l’Organisation des Nations unies. À ce titre il va énormément contribuer à la création de groupes de travail dans un certain nombre de pays européens en vue d'une réflexion générale sur l'urbanisme et la préparation d'un colloque en 1949. Il semble avoir été écarté de ce poste assez rapidement, au deuxième semestre 1949, sur la demande du gouvernement français et notamment du Ministre de la Reconstruction.
Il enseigne le « nouvel urbanisme » dans de nombreux pays, par exemple à Alger (inauguré en 1945), Buenos Aires, au Brésil, aux États-Unis et au Mexique, , etc. Il fait une série de conférences en 1950 aux États-Unis, et reçoit l'appui de Lewis Mumford pour essayer de trouver un éditeur de livres aux États-Unis pour y diffuser ces idées. Il sera également invité par le professeur Ludwig Hilberseimer.
Durant toute sa carrière il réalisera un certain nombre de travaux importants comme :
- 1938 - 1943 - plan régional du bassin de Vichy
- 1941 - plans intercommunaux de Louviers et de Vernon dans l'Eure
- 1941-1943 - aménagement de la Corse
- 1945-1946 - plan d'aménagement et de reconstruction d'Avignon
- 1947 - plan directeur touristique de l'île de La Réunion
- 1948 - actualisation du plan d'aménagement, d'embellissement d'Oran
- 1959-1970 - cité-jardin, Le Rheu

Avec son Atelier d'urbanisme, l'ARURA, il réalise de nombreuses études pour le compte du CERAC (Centre d'étude pour le ruralisme et l'aménagement des campagnes). Ces études s'inscrivent souvent dans le cadre d'un programme intitulé SPAR pour Secteurs pilotes d'aménagement rural. Dans ce cadre, il réalise des études sur :
- Arinthod dans le Jura entre 1965 et 1967,
- La Hinchère en Vendée entre 1966 et 1970.

Il est le principal théoricien de l'urbanisme dit « culturaliste » (J.-P. Frey). Très concerné par les questions sociales dans la ville, surtout après la guerre, il multiplie les mises en garde contre les dangers du modernisme et l'aliénation qui en résulte pour les habitants, notamment les erreurs des pouvoirs constitués dans le domaine du ruralisme ou de l'urbanisme des grands ensembles, critiquant l'urbanisme fonctionnaliste. Il s'oppose particulièrement à Le Corbusier, mais, privé de pouvoir institutionnel, il n'a pas l'influence nécessaire et se trouve peu à peu marginalisé. Il faudra attendre 1970 pour qu'une circulaire interdise les barres et les tours dans les villes petites et moyennes et mars 1973 pour interdire la construction d'ensemble de plus de 500 logements.
En 1955, il entreprend des études de droit canon aux facultés pontificales du Saulchoir en tant qu’auditeur libre.

## Essais
- Demain c'est l'an 2000
- L'Imitation de Jésus-Christ de Thomas a Kempis (1958)
- Le trésor secret d'Ishraël
- Mystique et magies (1972)

## Publications

### Urbanisme
- Le plan Cornudet (avec J. Milhaud) (1933). C'est sous l'impulsion de Léon Jaussely que fut votée en 1919 la loi Cornudet où apparaît en France pour la première fois le terme d'urbanisme (il provient d'Ildefons Cerdà au milieu du XIXe siècle).
- Une nouvelle ère romaine sous le signe du faisceau, la Rome de Mussolini, 1937, Paris, Ch. Massin. Cet ouvrage fut couronné par l'Académie des Beaux-Arts. C'est la thèse présentée le 25 juin 1932 à l'Institut d'urbanisme de l'université de Paris (Président : Marcel Poëte).
- L'Activité du sous-sol, recueil d'aménagements souterrains (avec Édouard Utudjian) (1936).
- Problèmes d’urbanisme, Paris, Dunod, 1941 ; rééd. 1943, Colma ; rééd. 1948.
- Principes inédits d’enquêtes et analyses urbaines, 1942.
- Principes d'analyse urbaine, Paris, Berger-Levrault, 1945.
- L’Urbanisme, Paris, PUF, 1945, coll. « Que sais-je ? » ; rééd., Paris, 1988.
- Pierre sur Pierre. Construction du nouvel urbanisme, 1945, Paris, LCB Section Bâtiment, 1945, 290 p. ; rééd., Vincent et Fréal, 1946.
- Le Nouvel Urbanisme, 1948, Paris, Vincent Fréal & Cie.
- Petit glossaire de l’urbanisme, en six langues, 1948, Paris, Vincent Fréal et Cie.
- Mission de l’urbanisme, 1949, Paris, Ed. Ouvrières.
- Paris, naissance et méconnaissance de l’urbanisme, 1951, Paris, SABRI. Paris y est envisagée sous l'angle de la naissance de l'art urbain, où éclosent les principes actuels que diffusent les techniciens français dans le monde.
- Demain, c’est l’an 2000 ! ou La Technique, cette inconnue , Angers, éd. Jacques Petit, 1950 ; rééd. Paris, Plon, 1952, 1954 (préfacé par Gabriel Marcel) ; 4e éd. 1958, Vincent, Fréal et Cie ; l'auteur y dévoile le fonctionnement de l'économie financière.
- Alger, capitale méditerranéenne 1956, hors commerce.

### Spiritualité
- Pour toute âme vivant en ce monde, vol. I, Il n'y a qu'un chemin, Paris, Librairie d'Art Ancien et Moderne, 1954, 248 p; rééd. Trédaniel.
- Pour toute âme vivant en ce monde, vol. II, Je dors, mais mon cœur veille..., Librairie d'Art Ancien et Moderne, 1954. Bardet y montre que pour la première fois, la mystique authentique est confrontée aux déformations magiques ou médicales telles que le yoga et la psychanalyse.
- Pour toute âme vivant en ce monde, vol. III, Freud et les Yogas, Paris, Trédaniel, 1989, 208 p.
- Imitation du Christ (sens mystique), Paris, Club du Livre, 1957, 2 tomes, 182 et 216 pp., (56 ill. d'Eddy Legrand, préface de Daniel-Rops); Paris, Desclée de Brouwer, 1958; réed. Trédaniel. Traduction annotée et commentée de l’Imitation de Thomas a Kempis.
- La Genèse. Symphonie trinitaire en douze séquences, album de 203 figures et 10 planches, Librairie Vincent & Fréal, 1959.
- Le trésor sacré d'Ishraël, Paris, Robert Laffont, 1970, coll. Les énigmes de l'univers ; rééd. Paris, Maloine, 1978, 468 p. ; réed., Trédaniel, 1986.
- La Signature du Dieu-trine, Paris, Éd. de la Maisnie, 1970 ; rééd. 1983, Trédaniel.
- On ne Me connaît pas, Je suis l'Amour, Tredaniel, 1970.
- Mystique et magies, Trédaniel, 1972 ; rééd. 1981, rééd. 1996, 525 p.
- Les Clefs de la recherche fondamentale : le nom et le nombre vivant, la cybernétique et le sacré, Paris, Maloine, 1978, 294 p.; rééd. Trédaniel.
- QaBaLaH de Joie, Kabbale de mort, Paris, Maloine 1979; Paris, Éd. de la Maisnie, 1982; rééd. Trédaniel.
- Le triple héritage de l'Occident, Paris, Éd. de la Maisnie, 1982.
- Ishraël, connais ton Dieu par l'informatique hébraïque, Paris, Éd. de la Maisnie, 1982, 222 p.  (ISBN 2-85707-080-2)
- La Vie secrète de la louve, bergère de La Salette. Une vie de Mélanie de La Salette.

### Articles

#### Urbanisme
- Naissance de l'Urbanisme dans Urbanisme, septembre 1934.
- Le Ve Salon des Urbanistes, dans Travaux, no 44, août 1936.
- Revue L'Architecture d'Aujourd'hui de 1937 à 1939.
- La Cité Machiniste est-elle une cité radieuse ?, dans La Revue d'administration communale, janvier 1937. Article inséré dans Pierre sur pierre, 1945.
- Problèmes d'urbanisme : économiques et sociaux, OSB, (2e année), nos 11-12, décembre 1939.
- Les Échelons communautaires dans les agglomérations urbaines, Économie et Humanisme, no 2, juillet-août 1944.
- L'urbanisme de l'Avenir dans Age Nouveau, no 29.
- L'urbanisme au XXe siècle dans Métier de Chef, nos 25-26, 1943.
- Principes d'analyse urbaine, dans Journal de la Société de Statistique de Paris, nos 11-12, novembre-décembre 1944.
- Qu'est-ce l'urbanisme ? dans Le Monde du 5 janvier 1945
- Précisions sur les communautés territoriales : l'habitat familial, Bulletin de la Société Française des Urbanistes, août 1944.
- Topographie sociale du centre d'une ville de dix mille habitants, Économie et Humanisme, no 17, janvier-février 1945.
- La Décentralisation industrielle, base de l'équilibre de la nation, Reconstruction, no 1, juillet 1945.
- Incarnation de l'urbanisme, Esprit, no 113, août 1945.
- Concordance entre les méthodes anglo-américaines d'aménagement et les méthodes françaises de topographie sociale, L'Architecture française, septembre 1945.
- L'aménagement de l'espace, Le Maître d'œuvre de la reconstruction française, 3e année, no 1, 28 septembre 1945.
- L'Expression architecturale des villes sera commandée par leur structure sociale, Reconstruction, no 3, septembre 1945.
- Petit oubli, graves conséquences, Le Maître d'œuvre de la reconstruction française, 3e année, no 2, 12 octobre 1945.
- La Famille commande la structure urbaine, Le Maître d'œuvre de la reconstruction française, 3e année, no 2, 12 octobre 1945.
- De la Mégalomanie à la ville-fédération, Le Maître d'œuvre de la reconstruction française, 3e année, no 3, 26 octobre 1945.
- La structure rurale : mission de notre génération, Le Maître d'œuvre de la reconstruction française, 3e année, no 5, 23 novembre 1945.
- Le Permis de conduire , Le Maître d'œuvre de la reconstruction française, supplément au no 5 sur le permis de construire, 3e année, no 5, 23 novembre 1945.
- Métier d'urbaniste, Reconstruction, no 4, octobre-novembre 1945.
- Le romantisme de la Préconstruction, Le Maître d'œuvre de la reconstruction française, 3e année, no 6, 7 décembre 1945.
- MM. les Praticiens... levez le doigt, Le Maître d'œuvre de la reconstruction française, 3e année, no 6, 7 décembre 1945.
- Pas d'économie par la Préconstruction, Le Maître d'œuvre de la reconstruction française, 3e année, no 7, 21 décembre 1945.
- Les sourds, Le Maître d'œuvre de la reconstruction française, 3e année, no 7, 21 décembre 1945.
- Soyons juste, Le Maître d'œuvre de la reconstruction française, 3e année, no 9, 18 janvier 1946.
- Les réformes vitales, Le Maître d'œuvre de la reconstruction française, 3e année, no 10, 1er février 1946.
- Impressions d'Algérie, Le Maître d'œuvre de la reconstruction française, 3e année, no 10, 1er février 1946.
- Vers le nouvel urbanisme, Revue de la Méditerranée, Alger, janvier-février 1946.
- Causons doctrine, Le Maître d'œuvre de la reconstruction française, 3e année, no 11, 15 février 1946
- L'urbanisme biologique, Le Maître d'œuvre de la reconstruction française, 3e année, no 12, 8 mars 1946
- L'urbanisme de synthèse, Le Maître d'œuvre de la reconstruction française, 3e année, no 13, 15 mars 1946
- Le complexe : architecture X urbanisme, Le Maître d'œuvre de la reconstruction française, 3e année, no 14, 5 avril 1946
- Un excellent exemple, Le Maître d'œuvre de la reconstruction française, 3e année, no 14, 5 avril 1946
- Ame-Chair-Coquille, Le Maître d'œuvre de la reconstruction française, 3e année, no 15, 19 avril 1946
- L'Enseignement de l'architecture, Le Maître d'œuvre de la reconstruction française, 3e année, no 16, 3 mai 1946
- L'Architecture était sympathie..., Le Maître d'œuvre de la reconstruction française, 3e année, no 17, 17 mai 1946
- Repensons le régionalisme, Le Maître d'œuvre de la reconstruction française, 3e année, no 18, 31 mai 1946
- Fonctionnalisme externe et interne, Le Maître d'œuvre de la reconstruction française, 3e année, no 19, 14 juin 1946.
- L'Homme, base du plan d'aménagement de l'espace, Reconstruction, no 5, septembre 1946.
- Les principes directeurs du nouvel urbanisme, La Revue nouvelle, octobre 1946.
- L'Urbanisme, incarnation de la poussée communautaire du siècle, La Revue nouvelle, Tournai, Casterman, no 15, 1er octobre 1946.
- Les Principes directeurs du nouvel urbanisme, La Revue nouvelle, Tournai, Casterman, no 16, octobre 1946.
- Mission des urbanistes, Le Maître d'œuvre de la reconstruction française, 3e année, no 22, 22 novembre 1946.
- Repensons les gares routières, Le Maître d'œuvre de la reconstruction française, 3e année, no 23, 13 décembre 1946.
- La troisième année du Maître d'œuvre , Le Maître d'œuvre de la reconstruction française, 3e année, no 24, 27 décembre 1946.
- L'Urbanisme, science sociale, Chantiers, 1947,
- Un peu de bon sens, Le Maître d'œuvre de la reconstruction française, 4e année, no 1, 10 janvier 1947,
- L'Âme de la Cité, Revue de la Méditerranée, Alger, mars-avril 1947
- Sociologie et urbanisme, Synthèses, no 3, mars 1948
- Si les femmes construisaient les cités, Nos Professions et les Communautés Humaines (Journées sociales 1949), no 4, avril-mai 1948.
- Rôle social de l'urbanisme, Les Cahiers du Musée social, no 1, 1950.
- La dernière chance : l'organisation polyphonique, L'Habitation, no 3, mars 1950.
- Faut-il brûler Taylor ? Organisation polyphonique ou monocorde, La Journée du Bâtiment, no 908, 18 et 19 juin 1950.
- Vers une structure industrielle, Travail et Méthodes, novembre-décembre 1950.
- De l'architecture à l'urbanisme - L'art précolombien, L'Architecture Française, nos 119-120, 1951.
- Faut-il produire pour détruire ! - Le mécanisme bancaire, Jurisprudence Municipale et Rurale & L'École des Communes, no 7, janvier-février 1951
- Comment financer la reconstruction ?, Fédération, no 74, mars 1951.
- Recherche des villages-centres, Jurisprudence Municipale et Rurale & L'École des Communes, no 9, mai-juin 1951.
- Pourquoi pas le prêt sans intérêt ?, La Propriété Familiale, juin-septembre 1951.
- Seul le prêt-sans-intérêt, CIL, revue mensuelle de l'habitat populaire, no 34, juillet-août 1951.
- De l'architecture à l'urbanisme (V) - Les peuples du serpent à plumes, L'Architecture française, nos 121-122, 1952.
- L'enseignement de l'urbanisme appliqué, L'Architecture française, nos 127-128, 1952.
- Alger, La Documentation française illustrée, no 114, juin 1956.
- L'esprit de l'urbanisme français, Travaux communaux, no 32, août-septembre 1958.
- Un problème communal : l'Église paroissiale - 1, Travaux communaux, no 42, août-septembre 1959.
- Un problème communal : l'Église paroissiale - 2, Travaux communaux, no 43, octobre 1959.
- La décentralisation industrielle base de l'équilibre de la nation, Travaux communaux, no 45, décembre 1959.
- Comment loger les familles de travailleurs ?, Travaux Communaux, no 50, mai 1960.
- Les villages-centres et villettes, points d'appui de la structure rurale rénovée, Géomètre, no 12, décembre 1960.
- Vers une nouvelle structure rurale, La Journée du Bâtiment, 8 janvier 1960
- Comment composer de grands ensembles, SADG, Bulletin Mensuel d'Information de la Société des Architectes Diplômés par le Gouvernement, no 84, février 1960.
- La rénovation rurale - comment financer les greffons ?, Les Cahiers du ruralisme, no 14, mai-juin 1963.
- Revue Les Cahiers du Ruralisme et notamment dans les numéros 4 (Comment aménager les villettes, l'équipement nécessaire), 5 (Ruralisme officiel et destruction des sols), 6 (Les centres, clef du ruralisme), 14 (Comment financer les greffons ?), 19 (Aménagement actif du paysage rural), 20 (Le ruralisme n'est pas fondé sur l'agricole), 22 (L'urbanisme est mort, vive le ruralisme), 23 et 24 (Nos agglomérations rurales, comment les aménager), 26 et 27 (La loi d'orientation agricole ; les structures.)
- Planning ou Planisme ?, Revue de la Société d'Études et d'Expansion, no 221, mai-juin 1966.
- Pour un plan du paysage, Aménagement et Nature, no 6, juin 1967.
- Les remembrements sont-ils possibles ?, Travaux communaux, no 121, juin-juillet 1967.
- Les multiples facteurs du remembrement dans les bocages de l'Ouest Français, La Forêt privée, no 60, mars-avril 1968.
- Comment associer la résidence et la forêt, La Forêt privée, no 61, mai-juin 1968.
- Qu'est-ce qu'un Parc Régional Naturel ?, La Forêt privée, no 65, janvier-février 1969.
- A M. Jacques Chirac, ministre de l'Agriculture et du Développement Rural, La Journée du Bâtiment et des Travaux Publics, no 2997, 6-12 octobre 1972.
- Interview (par Jean-Louis Cohen), Métropolis, no 1556, 1979.
- Préface aux Bergers du soleil, l'or peul de Jean-Marie Mathieu, Saint-Donat, Data Imprim', 1988.

#### Revues Étrangères
- (it) Istituto Superiore di Urbanistica Applicata di Bruxelles, dans Urbanistica (Rivista dell'Istituto Nazionale di Urbanistica), no 3, janvier-mars 1950
- (it) Il tessuto urbano : nuovi metodi di analisi e di sintesi, dans Urbanistica (Rivista dell'Istituto Nazionale di Urbanistica), no 4, avril-juin 1950
- (en) Social Topography. An Analytico-Synthetic Underdstanding of the Urban Texture, dans The Town Planning Review, Volume XXII, no 3, octobre 1951
- (en) A rejoinder, dans News Sheet (International Federation for Housing and Town Planning), no 21, novembre 1951
- (es)  La sociologia frente al hombre integro dans Estudios Sociologicos (Sociologia Urbana), Septimo Congreso Nacional de Sociologia, 1956
- (es) El hombre de nuestro tiempo es un ser mutilado : es preciso devolverle a su origen substancial, CIVDAD (rivista di urbanismo), no 8, janvier 1958
- (es) As aldeias-centros, pontos de apoio da estrutura rural renovada, dans Binario, no 28, janvier 1961

#### Spiritualité
- Rajeunir dans le Christ nos techniques sclérosées dans La Vie Franciscaine Sacerdotale, no 3, mars 1951.
- (it) Ricorso alla Purissima dans Arte Cristiana, nos 11-12, novembre-décembre 1951.
- Marie a la clef des celliers, dans La Pensée Catholique, no 24, 1952.
- De la mort mystique au Yoga et au Tao dans Initiation & Science, nos 19 et 20, 3e et 4e trimestre 1952.
- Si vous aviez compris mon histoire, dans La Pensée Catholique, no 30, Les Éditions du Cèdre, 1954.
- La contemplation trinitaire de Marie, dans Marie, Volume X, nos 2, juillet-août 1956.
- Voici que je fais toutes choses nouvelles (Apoc. XXI, 5), dans Marie (revue canadienne), volume X, no 4, novembre-décembre 1956.
- (it) Instaurare omnia in cristo, dans Arte Cristiana, nos 5-6, 1957.
- Les messages de Myriam, dans Marie, Volume XI, no 4, novembre-décembre 1957.